# Кесанг Чоден Вангчук (принцеса)
Принцеса Аші Кесанг Чоден Вангчук (23 січня 1982 року), є членом королівської сім'ї Бутана. Вона є четвертою дочкою Короля Бутану Джігме Сінг'є Вангчука і королеви-матері Аші Церінг Пем Вангчук, одна з чотирьох дружин колишнього короля, всі з яких є сестрами і мають титул 'королева консорт'. Вона є напівсестрою нинішнього Друк Г'ялпо (Драгонський король) Джігме Кхесар Намг'ял Вангчука, який став королем після зречення батька Джігме Сінг'є Вангчука 9 грудня 2006 року.

## Біографія
Її Королівська Високість, названа на честь бабусі по-батькові, здобула освіту в середній середній школі Лунтензампа та вищій середній школі Янченфуга, Choate Rosemary Hall, Воллінгфорд, Коннектикут.
Вона здобула ступінь психологія від Стенфордського університету в Каліфорнії.

## Шлюб та діти
Вона вийшла заміж за "Дашо" Палден Йозер Тінлей в палаці Деченхолінг 11 листопада 2008 року, у день, що збігався з 13-м днем дев'ятого місяця Бутану. Він син "Дашо" Джігме Йосер Тінлей, колишнього Прем'єр-міністру Бутану, від його дружини, "Аум" Рінсі Дем (помер 28 листопада 2018 р.). На церемонії, організованій Дже Кхемпо, були присутні колишній король, четвертий Друк Г'ялпо, Королева-бабуся, королеви-матері та інші члени королівської сім'ї, міністрів кабінету та вищих військових чиновників.
Вони мають трьох дітей:
- Дашо Jamgyel Singye Wangchuck.[5]
- Дашо Ugyen Junay Wangchuck.[6]
- Не названа дочка.[7]

## Назви, стилі та відзнаки

### Титул
- 23 січня 1982 р. - теперішній час: Її Королівська Високість Принцеса Аші Кесан Чоден Ванчук.

### Нагороди

#### Національні відзнаки
- :
  -  Commemorative Silver Jubilee Medal of King Jigme Singye (02/06/1999).[8]
  -  King Jigme Khesar Investiture Medal (06/11/2008).[8]
  -  60th Birthday Badge Medal of King Jigme Singye (11/11/2015).